# Gasstrahlmischer
Ein Gasstrahlmischer ist ein pneumatischer Mischer zum Mischen von trockenen, pulverförmigen Schüttgut.

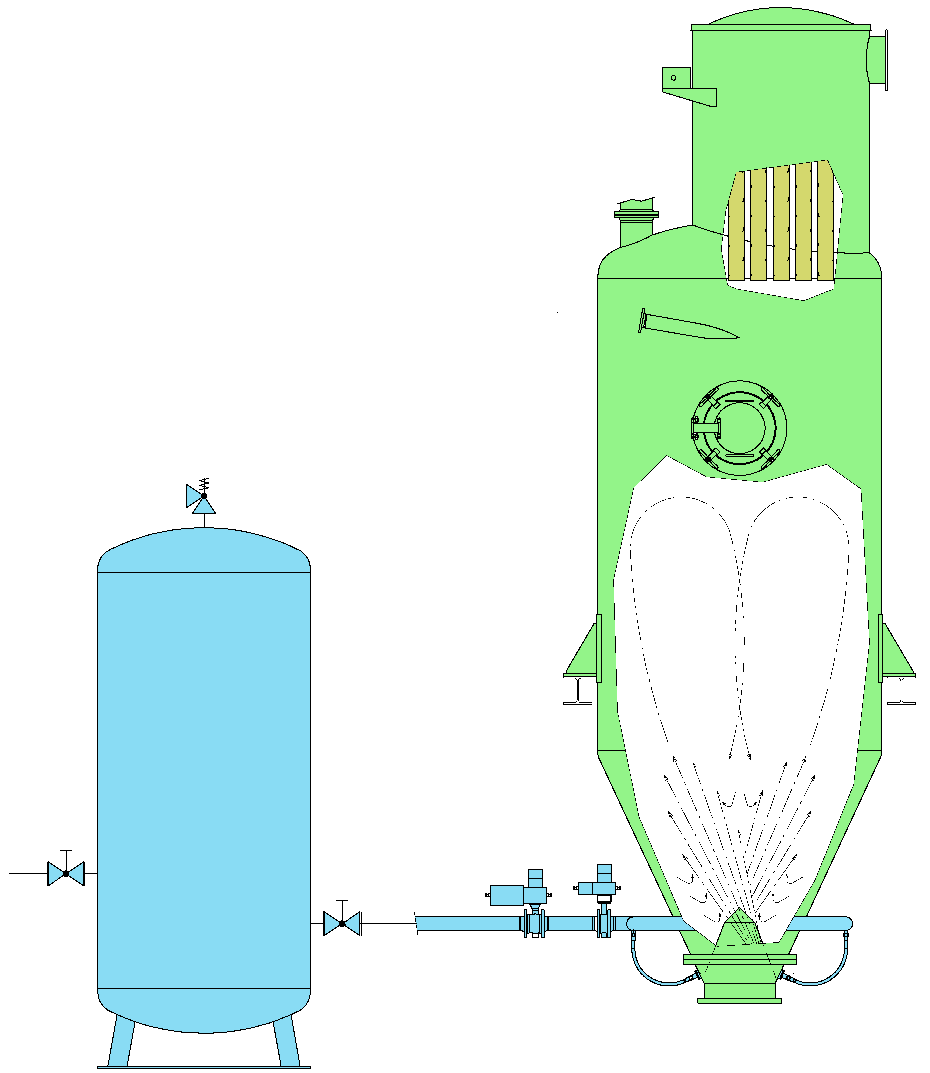
Schema eines Gasstrahlmischers mit Druckspeicher

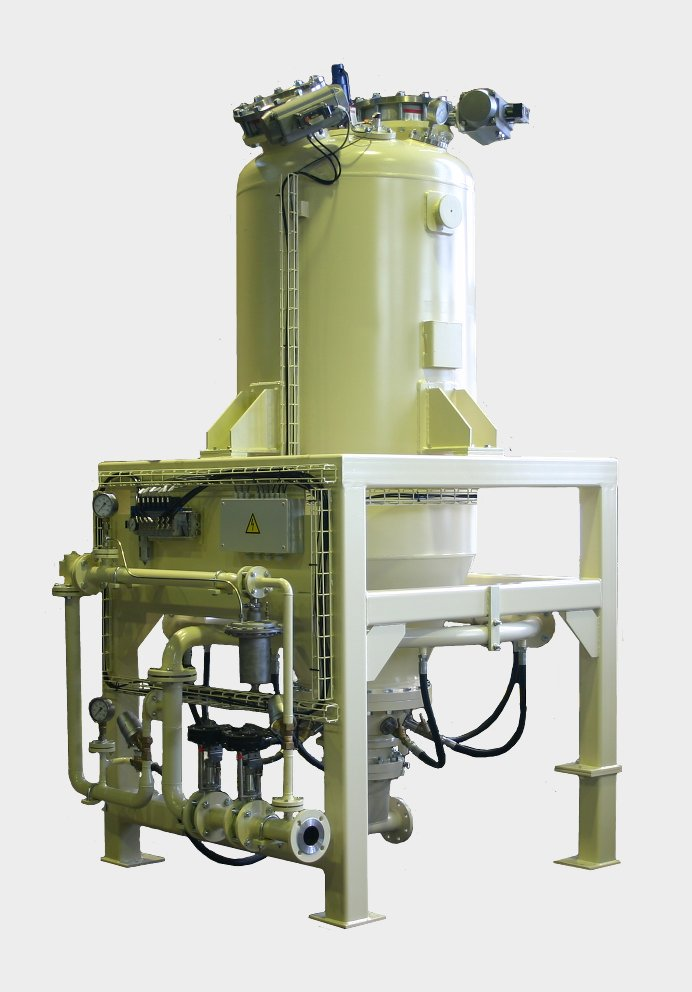
Gasstrahlmischer

## Aufbau
Der Gasstrahlmischer besteht aus einem vertikal aufgestellten Silo mit einer unten angebauten Mischeinrichtung. Zum Reinigen der Abluft ist ein Filter notwendig. Das zum Mischen benötigte Gas (Luft / Stickstoff) muss aus einem Druckspeicher entnommen werden.

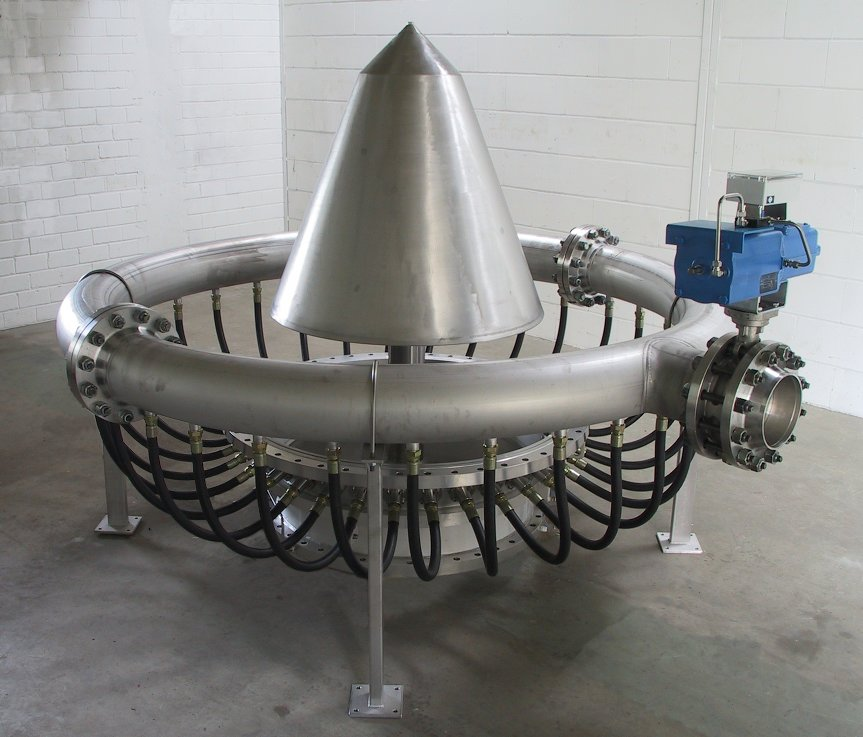
Mischeinrichtung separat

## Funktion
Der Mischbehälter wird von oben befüllt. Anschließend wird durch Düsen in der Mischeinrichtung Gas in Pulsen in das Mischgut eingeblasen.
Durch die Gaseinwirkung wird das Mischgut in eine kreisförmige, nach oben gerichtete Bewegung versetzt, die zur Vermischung des Mischgutes führt.
Nach Beendigung der Mischung wird das Mischgut durch eine Öffnung in der Mischeinrichtung nach unten abgelassen.

## Mischgut
Als Mischgut eignen sich pulverförmige Schüttgüter mit einer Schüttdichte bis 2000 kg/m³ und einer Korngröße bis zu 4 mm.

## Eigenschaften
- Durch den schnellen Mischzyklus (1–5 Minuten) und das Fehlen von Einbauten wird das Mischgut beim Mischen nur geringfügig belastet.
- Das Mischsilo kann gleichzeitig als pneumatischer Sender verwendet werden.
- Das Zugeben von geringen Mengen an Flüssigkeiten in das Mischgut ist möglich.
- Einfache Reinigung da keinerlei vorstehende Einbauten nötig sind.